# مطالعات منطقه‌ای
مطالعات منطقه‌ای (انگلیسی: Area Studies) یا (انگلیسی: Regional Studies) مجموعه‌ای از حوزه‌های میان رشته‌ای پژوهشی و علمی است که به مطالعه مناطق جغرافیایی، ملی یا فرهنگی می‌پردازد. این اصطلاح به‌صورت گسترده‌ای برای حوزه‌های مختلف علمی و پژوهشی در علوم انسانی و علوم اجتماعی به ویژه در علوم سیاسی بکار می‌رود. برنامه‌های معمول مطالعات منطقه‌ای شامل مطالعه تاریخ، علم سیاست، جامعه‌شناسی، مطالعات فرهنگی، زبانشناسی، جغرافیا، ادبیات،‌ مطالعات راهبردی و دیگر رشته‌های مرتبط می‌شود.
این رشته در ایران بخشی از برنامه مطالعاتی رشته علوم سیاسی محسوب می‌شود.

## تاریخچه
مطالعات میان رشته‌ای به‌صورت فزاینده‌ای پس از جنگ دوم جهانی در ایالات متحده آمریکا و غرب رایج شدند. پیش از جنگ، دانشگاه‌های آمریکایی تعداد کمی دانشکده داشتند که به موضوعات مرتبط با جهان غیر غربی بپردازند و مطالعات منطقه‌ای با موضع مطالعه مناطق خارج از آمریکا عملاً وجود نداشتند. پس از جنگ دوم جهانی لیبرال‌ها و محافظه کاران آمریکایی به‌طور یکسان نگران تحولات جهانی و توانایی ایلات متحده در پاسخگویی به این تحولات بودند. تحولاتی همچون شکل‌گیری نظام دو قطبی و قدرت‌گیری اتحاد جماهیر شوروی و چین، آغاز جنگ سرد و همچنین شروع فرایند استعمار زدایی در آفریقا و آسیا.
در چنین شرایطی، بنیاد فورد، بنیاد راکفلر، و بنیاد کارنگی نشست‌ها و همایش‌هایی را برگزار کردند تا اجماعی در میان پژوهشگران برای لزوم ایجاد حوزه‌های جدید مطالعاتی که کمبود آن‌ها احساس می‌شد ایجاد کنند و بتوانند نهادهای دانشگاهی و آموزشی آمریکایی را به سرمایه‌گذاری در رشته مطالعات منطقه‌ای ترغیب کنند. به این ترتیب بود که این رشته در آمریکا تأسیس شد. شرکت کنندگان در این نشست‌ها ایجاد چنین رشته‌هایی را اولویت فوری ملی می‌دانستند. با این حال در میان آن‌ها تنشی هم بود؛ گروهی از پژوهشگران معتقد بودند که برای مطالعه کشورها و مناطق غیر غربی نمی‌توان از مفاهیم و دانش‌های غربی بهره گرفت و به جای کاربست نظریه‌های غربی باید دانش فرهنگی و تاریخی زمینه مند دربارهٔ بخش‌های مختلف جهان با همکاری نزدیک میان دانشمندان علوم انسانی ایجاد و توسعه یابد. گروه مخالف بررسی مناطق غیر غربی با نظریات غربی حوزه مطالعات منطقه‌ای را ایجاد کردند و گروه دیگر به توسعه نظریه نوسازی یا مدرنیزاسیون پرداختند.
در دهه ۱۹۴۰ و ۱۹۵۰ بنیاد فورد تبدیل به نهاد و بازیگر مسلط در شکل‌دهی برنامه مطالعات منطقه‌ای در ایالات متحده آمریکا شد. این بنیاد در سال ۱۹۵۰ «برنامه کمک هزینه پژوهشی منطقه خارجی» را آغاز کرد که در نوع خود بزرگترین برنامه ملی برای حمایت از مطالعات منطقه‌ای از زمان آغاز در ایالات متحده بود. از سال ۱۹۵۳ تا ۱۹۶۶ بیش از ۲۷۰ میلیون دلار به ۳۴ دانشگاه برای پژوهش‌های مطالعات منطقه‌ای و زبانی پرداخت شد. در همین دوره میلیون‌ها دلار نز در اختیار شورای پژوهش علوم اجتماعی و شورای آمریکایی انجمنهای علمی برای برگزاری برنامه‌های کارگاه‌ها، همایش‌ها و انتشارات پرداخت شد.
از برنامه‌های بزرگ دیگر می‌توان به برنامه بنیاد فورد با عنوان سند آموزش دفاع ملی در سال ۱۹۵۷ اشاره کرد که در سال ۱۹۶۵ به سند آموزش عالی تغییر نام داد اشاره کرد. این برنامه برای ۱۲۵ برنامه مطالعات منطقه‌ای دانشگاه محور بودجه تأمین می‌کرد.
در دهه ۱۹۷۰، جنگ سرد و رقابت‌های میان دو قطب شرق و غرب مطالعات منطقه‌ای را توسعه بخشید. در این دوران، شاهد رشد روزافزون مطالعات آمریکاشناسی و روس‌شناسی در دانشگاه‌های آمریکایی و اروپایی بودیم. وقوع انقلاب اسلامی ایران در اواخر دهه ۱۹۷۰ و تحولات اروپای شرقی در اواخر دهه ۱۹۸۰، موجب توجه بیشتری به این رشته شد. با فروپاشی شوروی و پایان جنگ سرد، این رشته متحول شد. این تحول از یک سو، رشته مطالعات منطقه‌ای را از رقابت سنتی در دوران جنگ سرد خارج کرده و از سوی دیگر، مفاهیم جدیدی را وارد رشته مطالعات منطقه‌ای در دانشگاه‌های جهان نمود. این تحول سبب شد که مطالعات جهان اسلام، دموکراسی، حقوق بشر و مطالعات زنان جای رهیافت‌های ضد کمونیستی را در دانشگاه‌های غربی بگیرد.
تحولات بیست سال اخیر از جمله تحولات سیاسی و اجتماعی در کشورهای جهان سوم، شکل‌گیری و گسترش جنبش‌های اسلامی و بینادگرایی اسلامی، مناقشه‌های حل نشده در خاورمیانه از جمله مناقشه اعراب و اسرائیل، ظهور قدرت‌های جدید جهانی در شرق و جنوب شرق آسیا و آمریکای لاتین از مباحثی است که سبب گسترش و افزایش اهمیت این رشته شده‌است.

## مشاجره و اختلاف نظر درون رشته
از ابتدای شکل‌گیری این رشته، مطالعات منطقه‌ای در معرض نقد و حمله از سوی خود متخصصان مطالعات منطقه‌ای بوده‌است. بسیاری از آن‌ها ادعا کرده‌اند به دلیل اینکه مطالعات منطقه‌ای با مسائل جنگ سرد برای سیا، اف‌بی‌آی، و دیگر نهادهای امنیتی و نظامی مرتبط بوده‌است، مشارکت در این برنامه‌ها به منزله خدمت به عنوان کارگزار دولت به‌شمار می‌رود. برخی دیگر اعتقاد دارند در این رشته اولویت‌های تحقیقاتی ایالات متحده مد نظر قرار گرفته‌است. اما مدافعان این رشته معتقدند زمانی که این رشته در دانشگاه‌ها شکل گرفت حوزه‌ها و دستورکار گسترده‌تری از آنچه نهادها و سازمان‌های دولتی نیاز داشتند در بر می‌گرفت و به همین دلیل نمی‌توان گفت که این رشته آمریکا محور است.

## مطالعات منطقه‌ای در ایران
رشته مطالعات منطقه‌ای در ایران رشته‌ای نسبتاً جدید است. این رشته برای نخستین بار در سال ۱۳۸۰ در دانشکده حقوق و علوم سیاسی دانشگاه تهران به عنوان رشته‌ای زیر مجموعه رشته روابط بین‌الملل راه اندازی شد. در ادامه در سال ۱۳۸۶ گروه مطالعات منطقه‌ای در این دانشکده از گروه روابط بین‌الملل جدا شد و به عنوان اولین گروه مطالعات منطقه‌ای در دانشگاه‌های ایران به فعالیت خود ادامه داد.
پس از دانشکده حقوق و علوم سیاسی دانشگاه تهران دانشگاه‌های دیگری نیز اقدام به تأسیس این رشته کردند و از اواخر دهه ۱۳۸۰ این رشته رو به گسترش و توسعه گذاشت و در حال حاضر در دانشگاه‌های دولتی مانند دانشگاه علامه طباطبایی، دانشکده روابط بین‌الملل وزارت امور خارجه، دانشگاه شیراز، دانشگاه یزد، دانشگاه محقق اردبیلی، دانشگاه شهید بهشتی این رشته ارائه می‌شود. از تحولات مهم در آموزش این رشته تأسیس دانشکده مطالعات جهان در دانشگاه تهران است. این دانشکده اولین دانشکده‌ای است که مختص آموزش و پژوهش در حوزه مطالعات منطقه‌ای در ایران تأسیس شده‌است.

### گرایش‌های مطالعات منطقه‌ای و مطالعات جهان در ایران
مطالعات منطقه‌ای در ایران به عنوان زیر مجموعه رشته علوم سیاسی و روابط بین‌الملل در دو مقطع کارشناسی ارشد و دکتری تخصصی در گرایش‌های زیر ارائه می‌شود:
مطالعات آسیای مرکزی و قفقاز، مطالعات اروپا، مطالعات خاورمیانه و شمال آفریقا، مطالعات آسیای جنوب شرقی، مطالعات خلیج فارس.
در دانشکده مطالعات جهان دانشگاه تهران گرایش‌های جدیدی در مقطع کارشناسی ارشد به این فهرست افزوده شد که عبارتند از: مطالعات کشورهای آلمانی زبان، مطالعات آمریکای لاتین، مطالعات بریتانیا، مطالعات روسیه، مطالعات ترکیه ، مطالعات فرانسه، مطالعات شبه قاره هند، مطالعات آمریکای شمالی، مطالعات جنوب آفریقا، مطالعات ژاپن، مطالعات فلسطین، مطالعات مصر، مطالعات عراق.

## گرایش‌های مطالعات منطقه‌ای
رشته‌ها و گرایش‌های مطالعات منطقه‌ای از یک کشور به کشور دیگر، از دانشگاهی به دانشگاه دیگر، از گروه و دانشکده‌ای به گروه و دانشکده‌ای دیگر متفاوت است، اما گرایش‌های معمول مطالعات منطقه‌ای شامل موارد زیر است:
- مطالعات آفریقا
  - مطالعات آفریقای شمالی
    - بربرشناسی
    - مصرشناسی
- مطالعات آمریکای شمالی و لاتین
  - مطالعات آمریکا (در ایالات متحده این رشته به‌صورت سنتی به‌طور خاص به آمریکای شمالی اختصاص دارد)
    - مطالعات آمریکا در بریتانیا
    - مطالعات آفریقایی تبارهای آمریکا
    - مطالعات آپالاشیا
    - مطالعات آسیایی تبارهای آمریکا
    - مطالعات کانادا
    - مطالعات کبک
    - مطالعات بومیان آمریکا
    - اسکیموشناسی

  - مطالعات آمریکای لاتین
    - مطالعات چیکانا
- مطالعات آسیا
  - مطالعات آسیای مرکزی
  - مطالعات خاورمیانه
    - آشورشناسی
    - مطالعات قفقاز
    - ارمنی شناسی
    - مطالعات گرجستان

  - ایران شناسی
    - مطالعات فارسی
    - کردشناسی

  - مطالعات اسلامی
  - مطالعات یهودی
  - مطالعات ترکی
    - مطالعات سلجوقی
    - مطالعات عثمانی
- مطالعات شرق آسیا
  - مطالعات چین
  - مطالعات تایوان
  - مطالعات ژاپن
  - مطالعات کره
  - مطالعات منچور
  - مطالعات مغولی
  - تبت شناسی
  - مطالعات اویغور
- مطالعات جنوب آسیا
  - مطالعات هند
    - دراویدی شناسی
    - مطالعات بنگالی

  - مطالعات پاکستان
    - مطالعات سند
- مطالعات جنوب شرق آسیا
  - مطالعات برمه
  - مطالعات اندونزی
  - مطالعات خمر
  - مطالعات لائو
  - مطالعات فیلیپین
  - مطالعات تای
  - مطالعات ویتنام
- مطالعات اروپا
  - مطالعات اتریش
  - مطالعات بالتیک
  - مطالعات بیزانس
  - مطالعات کلاسیک
  - مطالعات هلند
  - مطالعات فرانسه
    - مطالعات برتون

  - مطالعات آلمان
  - مطالعات هیسپانیک
  - مطالعات ایرلند
  - مطالعات ایتالیا
  - مطالعات رومی
  - مطالعات اسکاندیناوی
  - مطالعات اسلاو
    - مطالعات روسیه
    - مطالعات اوکراین
    - مطالعات بلاروس
    - مطالعات چک
    - مطالعات لهستان
    - مطالعات بوسنی
    - مطالعات کرواسی
    - مطالعات بلغاری
    - مطالعات صربی

  - مطالعات بریتانیا
    - مطالعات آنگلوساکسون
    - مطالعات سلتی
      - مطالعات کورنی
      - مطالعات ولز
      - مطالعات اسکاتلند
      - مطالعات مانکس
- مطالعات پاسیفیک
  - مطالعات استرالیا
  - مطالعات نیوزیلند

سایر حوزه‌های پژوهشی میان رشته‌ای مانند مطالعات زنان، مطالعات جنسیت، مطالعات کم توانان، قوم شناسی (شامل مطالعات آفریقایی تبارهای آمریکا، مطالعات لاتین تبارهای آمریکا، مطالعات آسیایی تبارهای آمریکا و مطالعات بومیان آمریکا) معمولاً بخشی از مطالعات منطقه‌ای محسوب نمی‌شوند بلکه گاهی در بحث‌های آن گنجانده شده‌اند.